# Ängsgärdet
Ängsgärdet är en stadsdel i det administrativa bostadsområdet Viksäng i Västerås. Området är ett industriområde som ligger runt Pilgatan. Området avgränsas av järnvägen, E18, Mälarstrandsgatan och Björnövägen. Området gränsar i nordöst till Korsängsgärdet, i sydöst till Viksäng, i sydväst till Kungsängen och i väst till Kopparlunden.
I Ängsgärdet finns småindustrier, affärer, Best Western Ta Inn hotell och Scandic Västerås. VL har bussdepå i Ängsgärdet. Posten hade stor postsorteringscentral, nedlagd 2015. Ängsgärdet kommer att bebyggas med bostäder.

## Galleri

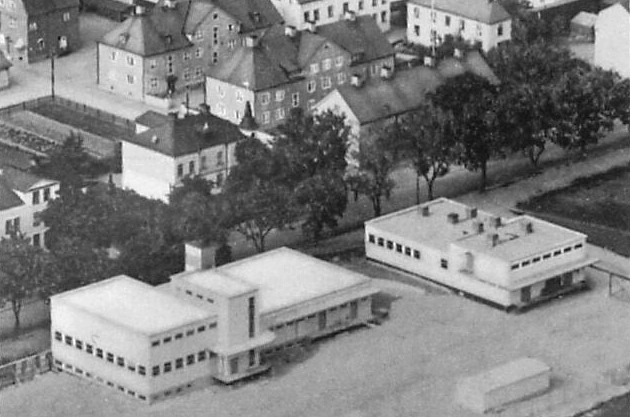
Foto från 1932.
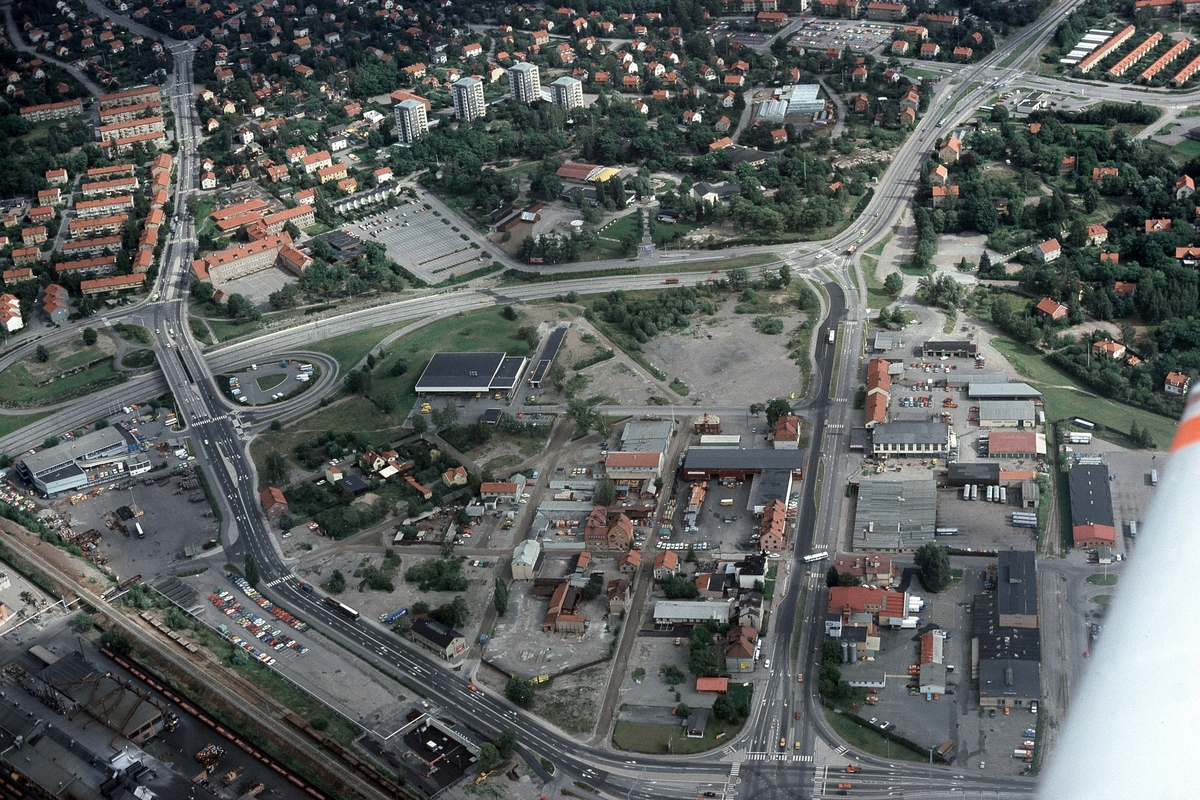
Flygfoto från 1977.
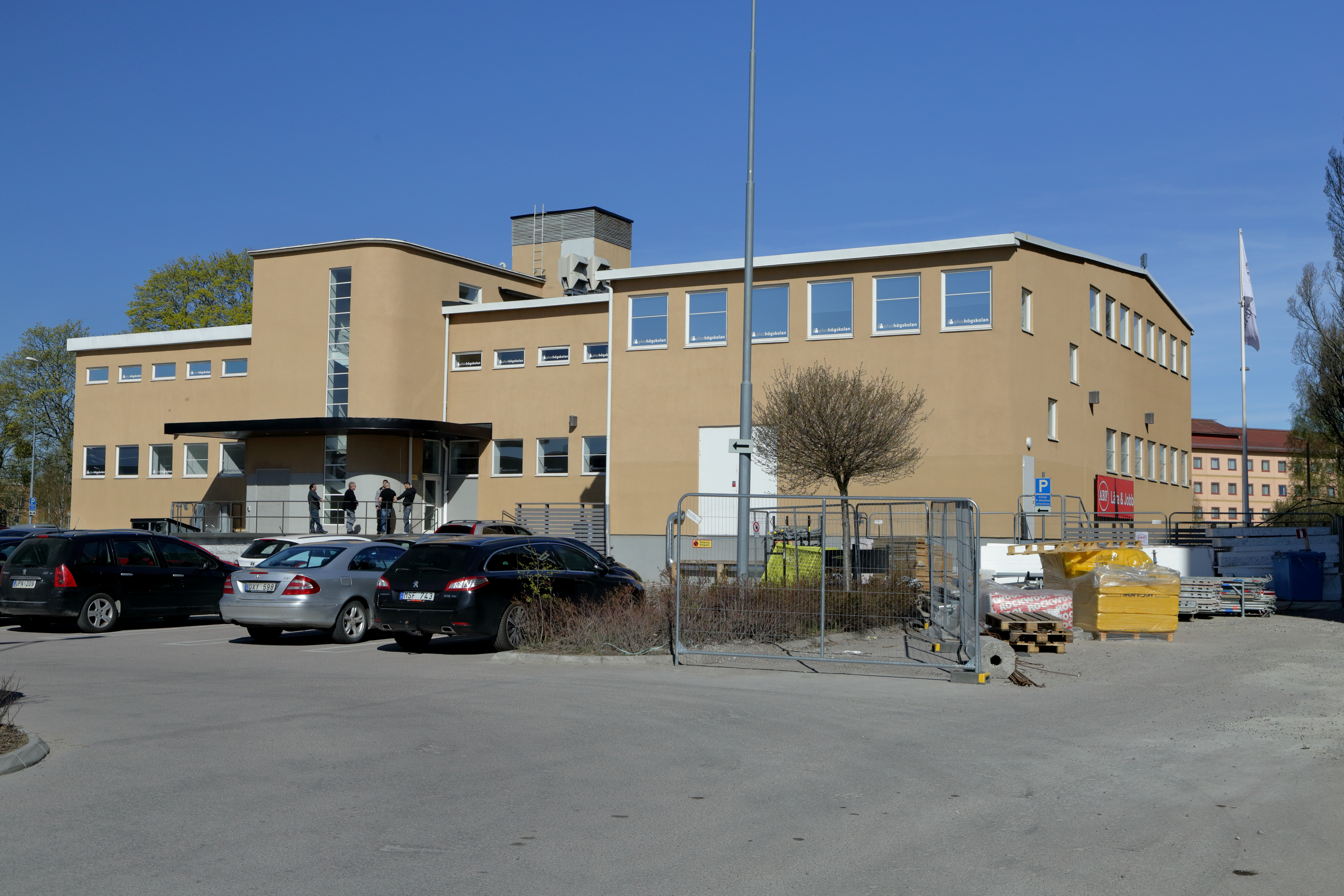
Ombyggd till diverse lokaler.
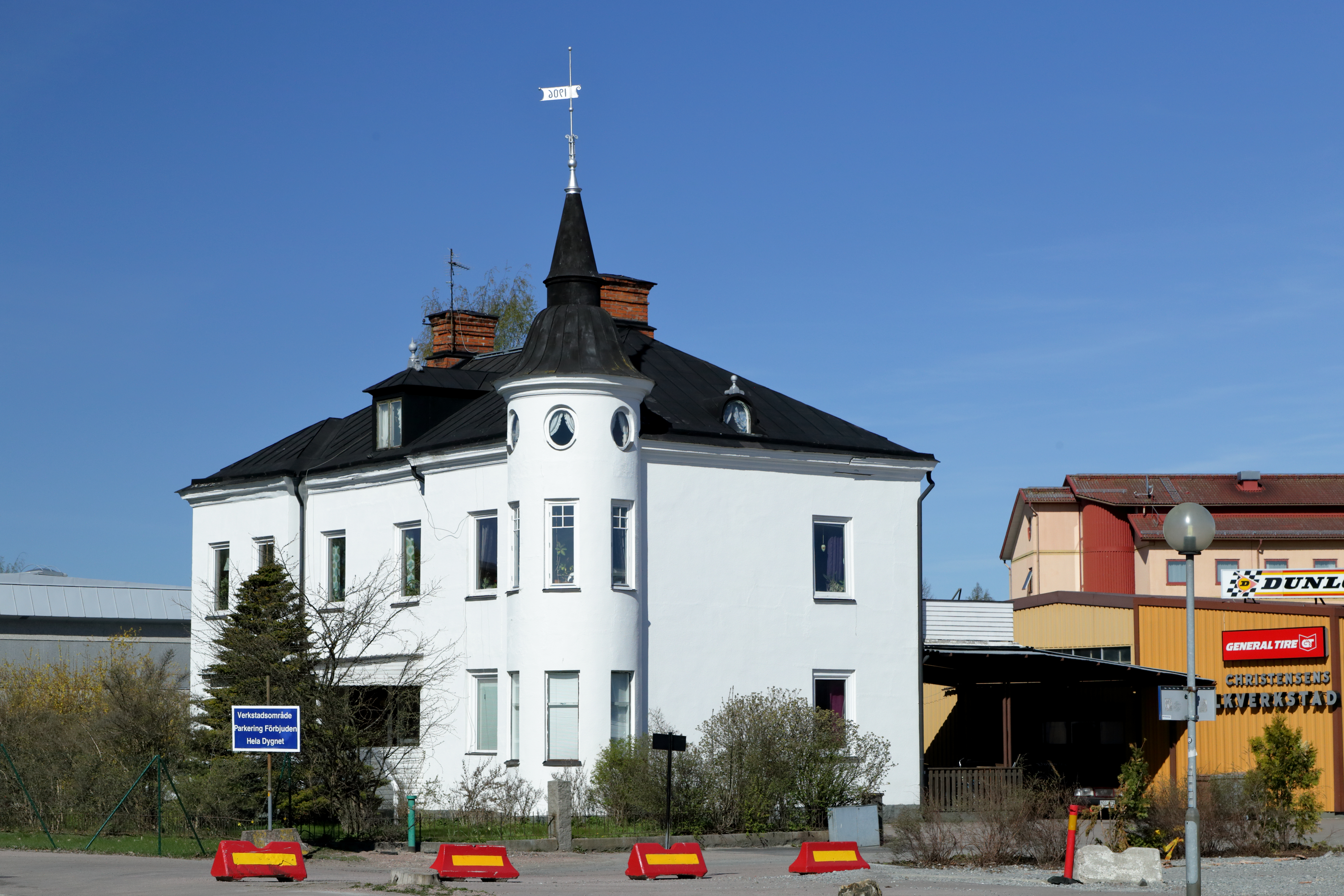
Ett av få gamla hus kvar i stadsdelen.